# RT-20
RT-20(크로아티아어: Ručni Top 20)는 1990년대에 크로아티아에서 개발된 볼트 액션으로 작동하는 20mm의 대장갑 및 대물 저격소총이다. 이스파노-수이자 HS404 용 20 × 110 mm 이스파노를 사용하며, 총열의 중간에 연결되어 윗부분에 겹쳐있는 반동억제를 위한 반응 튜브가 특징이다. 사격시, 반응 튜브를 통해 뜨거운 가스가 뿜어져 나오기 때문에 특별히 주의할 필요가 있다.

## 같이 보기
- 저격소총 목록